# Estanislau Artal Garriga
Estanislau Artal Garriga   (Barcelona, 1911 - setembre 1967) fou un nedador i saltador català que va competir durant les dècades de 1920 i 1930.
Membre del Club Natació Barcelona, en el seu palmarès destaquen cinc campionats d'Espanya de trampolí de 3 metres i dos de plataforma de 5 i 10 metres. El 1928 va prendre part en els Jocs Olímpics d'Amsterdam, on fou setè en la prova dels 4x200 metres lliures del programa de natació. Feia equip amb Francesc Segalà, Ramon Artigas i Josep González.